# Esther de Gélieu
Esther Mieg, geborene de Gélieu (* 20. September 1757 in Les Verrières; † 13. Juni 1817 in Colombier NE), war eine Schweizer Lehrerin, Schulleiterin und Erzieherin.

## Leben
Esther de Gélieu wurde als jüngste Tochter des Pfarrers Jaques de Gélieu  geboren und wuchs bei ihrem Bruder Jonas de Gélieu in Lignières NE auf. 
Nach ihrem Eintritt in das von ihren Schwestern Salomé de Gélieu, Rose Prince und Marie-Elisabeth de Pury geführte Mädchenpensionat in Neuchâtel wurde sie zur Erzieherin junger Damen von Stand ausgebildet und übernahm nach dem Ausscheiden der Schwester Rose selbst erzieherische Tätigkeiten in dem Pensionat. 
Im Jahr 1782 erhielt sie einen Ruf als Leiterin des kurfürstlichen Philanthropin, des heutigen Karolinen-Gymnasiums in Frankenthal, das auf Grund eines Edikts des pfälzischen Kurfürsten Karl Theodor aus dem gleichen Jahr zur ersten staatlichen höheren Mädchenschule in Deutschland wurde.
Ab 1786 war sie Gouvernante der Töchter des Grafen von Nassau-Weilburg, nach deren Verheiratung sie gemeinsam mit ihrem Ehemann, dem Basler Arzt Dr. Melchior Mieg ein Mädchenpensionat in Basel eröffnet. In dieser Zeit bestanden enge Beziehungen mit dem zeitweilig ebenfalls in Basel lebenden Johann Caspar Lavater.
Später wurde das Pensionat nach Colombier verlegt, wo Esther Mieg 1817 verstarb.